# Snyderichthys copei
Snyderichthys copei és una espècie de peix cipriniforme de la família dels ciprínids.

## Morfologia
- Els mascles poden assolir 15 cm de longitud total.[2][3]

## Hàbitat
És un peix d'aigua dolça i de clima temperat.

## Distribució geogràfica
Es troba a Nord-amèrica: des de la conca del riu Snake a Wyoming i Idaho fins a la del riu Sevier a Utah (els Estats Units).